# Stawik (Łączna)
Stawik – przysiółek wsi Łączna w Polsce, położony w województwie świętokrzyskim, w powiecie skarżyskim, w gminie Łączna.
W latach 1975–1998 przysiółek administracyjnie należał do województwa kieleckiego.